# Watcharaphol Photanorm
Watcharaphol Photanorm (thailändisch วัชรพล โพธิ์ถนอม, * 29. Juli 1992) ist ein thailändischer Fußballspieler.

## Karriere
Watcharaphol Photanorm stand bis 2015 beim Thonburi City FC unter Vertrag. Wo er vorher gespielt hat, ist unbekannt. Der Verein aus Thonburi, einem Distrikt der Hauptstadt Bangkok, spielte in der dritten Liga, der damaligen Regional League Division 2. Hier trat der Verein in der Central/Western Region an. Ende 2015 wurde er mit dem Verein Vizemeister der Region. 2016 wechselte er zu Army United. Der Klub spielte in der ersten Liga, der Thai Premier League. Ende der Saison musste er mit dem Verein den Weg in die Zweitklassigkeit antreten. Hier spielte er noch zwei Jahre für die Army in der zweiten Liga. Für die Army absolvierte er sieben Erstligaspiele. Von Januar 2019 bis Juni 2019 war er vertrags- und vereinslos. Mitte 2019 nahm ihn die Army für den Rest der Saison unter Vertrag. Nachdem die Army Ende 2019 ihren Rückzug aus der Liga bekannt gab, wechselte er zum Thonburi United FC. Der Verein aus Bangkok spielte zuletzt in der dritten Liga, der Thai League 3. Hier trat der Klub in der Bangkok Metropolitan Region an. Anfang 2021 verpflichtete ihn der Zweitligist Samut Sakhon FC. Nach der Saison 2020/21  wurde der Verein aus Samut Sakhon gesperrt. 2022 wurde der Verein in Samut Sakhon City FC umbenannt. Der Verein startete in der vierten Liga, der Thailand Amateur League. Mit dem Verein stieg er nach der Saison 2022 in die dritte Liga auf. Nach dem Aufstieg verließ er den Verein und schloss sich dem Drittligisten Kasem Bundit University FC an. Mit dem Verein aus der Hauptstadt spielte er in der Bangkok Metropolitan Region der Liga. Nach der Hinserie verließ er Bangkok und er wechselte nach Nakhon Pathom. Hier schloss er sich dem Zweitligisten Nakhon Pathom United FC an. Am Ende der Saison 2022/23 feierte er mit dem Verein aus Nakhon Pathom die Meisterschaft und den Aufstieg in die erste Liga. Für Nakhon Pathom bestritt er zwei Zweitligaspiele. Nach dem Aufstieg wurde sein Vertrag im Sommer 2023 nicht verlängert. Zu Beginn der Saison 2023/24 schloss er sich in Hua Hin dem Drittligisten Hua Hin Maraleina FC an. Mit dem Klub spielt er in der Western Region der Liga.

## Erfolge
Nakhon Pathom United FC
- Thailändischer Zweitligameister: 2022/23  ▲